# William Brace (Geophysiker)
William Francis „Bill“ Brace (* 26. August 1926 in Littleton, New Hampshire; † 2. Mai 2012) war ein US-amerikanischer Geophysiker und Botaniker.

## Persönliches
Die Eltern von William Brace waren Frank Charles Brace and Frances Badger Dodge Brace. Seine Volksschul- und sekundäre Bildung erhielt William Brace in der Umgebung von Boston. Die weiterführende Schule schloss er in Danvers, einer Vorstadt von Boston, ab.
William Brace war seit 1955 mit Margaret T. Brace, geborene Grant, verheiratet, mit der er drei Kinder (zwei Söhne und eine Tochter) hatte:
- Nathaniel Brace
- Colin Brace
- Sarah Brace

Er hatte mehrere Enkelkinder.

## Studium und Lehrtätigkeit
Brace studierte ab 1943 am Massachusetts Institute of Technology (MIT), unterbrochen von kurzem Wehrdienst bei der Marine von 1944 bis 1946. Am MIT graduierte er mit Bachelor-Abschlüssen in Schiffstechnik (1946) und im Bauingenieurwesen 1949. Er promovierte in Geologie und Geophysik im Jahr 1953. Seine Dissertation war eine Studie in struktureller Petrologie über das Antiklinorium der Green Mountains bei Rutland in Vermont. Inbegriffen waren Geländebegehungen, Dünnschliff- und Gefügeuntersuchungen. Hierbei wurde er sehr stark von Bruno Sander inspiriert, welchen ihm sein Tutor Harold Fairburn nähergebracht hatte.
Zwischen 1953 und 1954 studierte er dann unter dem Fulbright-Programm bei Bruno Sander in Österreich. Nach einem Postdoc bei Francis Birch an der Harvard University gründete William Brace ein Felsmechaniklabor im geologischen Institut des MITs. Mittels eines extrem steifen Testapparats, den er anhand von den beim Schiffsentwurf gewonnenen Prinzipien selber konzipierte, untersuchte er die Brucheigenschaften von Granit, Marmor und Sandstein.
Ab 1954/1955 bis 1961 war er Assistant Professor, von 1961 bis 1964 Association Professor und danach Professor für Geologie am MIT. 1976 bis 1988 war er am MIT Cecil and Ida Green Professor für Geologie. 1981 bis 1988 stand er der Fakultät für Geowissenschaften (Department of Earth, Atmospheric and Planetary Sciences) vor. 1988 ging er emeritiert in den Ruhestand und widmete sich der Möbeltischlerei.

## Forschung
Am MIT hatte William Brace wie bereits angesprochen eine Schule der quantitativen geologischen Felsmechanik aufgebaut. Insbesondere stammt daraus ein Festigkeitsprofil der Lithosphäre, mit einer in der spröden oberen Kruste mit der Tiefe zunehmenden Scherfestigkeit (Byerlee-Gesetz) und einer plastischeren unteren Kruste, in der die Scherfestigkeit mit der Tiefe abnimmt (Brace-Goetze Strength Profiles, zuerst von Christopher Goetze um 1975 eingeführt), mit gewissen Unterschieden in ozeanischer und kontinentaler Kruste.
In einer bahnbrechenden Studie im Jahr 1964 konnte William Brace einen direkten, ursächlichen Zusammenhang zwischen Scherbrüchen und unter Spannung erzeugten Mikrorissen im Gestein herstellen. Weitere Untersuchungen an der Dilatanz bei unter Druck (Kompression) vorgenommenen Versuchen haben zu einem breiteren Verständnis des Bruchverhaltens stark komprimierter Materialien beigetragen. Zusammen mit James Douglas Byerlee gewann er die Einsicht, dass die im Labor beobachteten Stick-Slip-Effekte als Analog des bei wesentlich größermaßstabigen, zerstörerischen Erdbeben auftretenden Bruchverhaltens herangezogen werden konnten. In einer langen und fruchtbaren Zusammenarbeit mit Joseph Walsh vom MIT konnte Brace durch gezielte Experimente, mechanische Analysen und aufmerksame Beobachtungen an Mikrostrukturen eine systematische Beschreibung konstruktiver physikalischer Gesteinsparameter – wie die Geschwindigkeit akustischer Wellen, elektrischer Widerstand und Permeabilität – entwickeln.

## Auszeichnungen und Mitgliedschaften
1987 erhielt er die Walter Bucher Medal der American Geophysical Union. Er war Mitglied der National Academy of Sciences (seit 1971) und der American Academy of Arts and Sciences, Fellow der Geological Society of America und der American Geophysical Union.

## Schriften

### 60er Jahre
- William F. Brace: An extension of the Griffith theory of fracture to rocks. In: Journal of Geophysical Research. Band 65, 1960, S. 3477–3480.
- William F. Brace: Analysis of large two dimensional strain in deformed rock. In: Rep. 21st Int. Geol. Congr. Part 18. Copenhagen 1960, S. 261–269.
- William F. Brace: Mohr construction in the analysis of large geological strain. In: Geol. Soc. Am. Bull. Band 72, 1961, S. 1059–1080.
- William F. Brace: Dependence of the fracture strength of rocks on grain size. In: Penn. State Univ. Min. Ind. Bull. Band 76, 1961, S. 99–103.
- William F. Brace: Brittle fracture of rocks. In: W. R. Judd (Hrsg.): State of Stress in the Earth's Crust. Elsevier, New York 1964, S. 111–174.

mit Joseph B. Walsh:
- William F. Brace und Joseph B. Walsh: Some direct measurements of the surface energy of quartz and orthoclase. In: Am. Mineral. Band 47, 1962, S. 1111–1122.

mit E. G. Bombolakis:
- William F. Brace und E. G. Bombolakis: A note on brittle crack groowth in compression. In: Journal of Geophysical Research. Band 68, 1963, S. 3709–3713.

mit B. W. Paulding und Christopher H. Scholz:
- William F. Brace, B. W. Paulding und Christopher H. Scholz: Dilatancy in the fracture of crystalline rocks. In: Journal of Geophysical Research. Band 71, 1966, S. 3939–3953.

mit James Douglas Byerlee: 
- William Brace und James Douglas Byerlee: Stick slip as a mechanism for earthquakes. In: Science. Band 153, 1966, S. 990–992.
- James Douglas Byerlee und William F. Brace: Stick Slip, Stable Sliding, and Earthquakes – Effect of Rock Type, Pressure, Strain Rate, and Stiffness. In: Journal of Geophysical Research. Vol. 73 No. 18, 1968, S. 6031–6037.

mit R. J. Martin:
- William F. Brace und R. J. Martin: A test of the law of effective stress for crystalline rocks of low porosity. In: Int. J. Rock Mech. Min. Sci. Band 5, 1968, S. 415–426.

### 70er Jahre
- William F. Brace: Laboratory studies of stick-slip and their application to earthquakes. In: Tectonophysics. Band 14, 1972, S. 189–200.

mit James Douglas Byerlee:
- William F. Brace und James Douglas Byerlee: California earthquakes – why only shallow focus? In: Tectonophysics. Band 14, 1970, S. 1573–1575.

mit Christopher Goetze:
- Christopher Goetze und William Brace: Laboratory observations of high temperature rheology of rocks. In: Science. Band 168, 1970, S. 583–600.

mit R. M. Stesky: 
- R. M. Stesky und William Brace: Estimation of frictional stress in the San Andreas fault from laboratory measurements. In: R. L. Kovach und A. Nur (Hrsg.): Proc. Conf. on the tectonic problems of the San Andreas fault. Band 12. Stanford University Publ. Geolog. Sci., 1973, S. 206–214.

mit R. M. Stesky, D. Riley und P.-Y. Robin:
- R. M. Stesky, D. Riley, P.-Y. Robin und William Brace: Friction in faulted rock at high temperature and pressure. In: Tectonophysics. Band 23, 1974, S. 177–203.

### 80er Jahre
- William F. Brace: Permeability of crystalline and argillaceous rocks. In: Int. J. Rock Mech. Min. Sci. Band 17, 1980, S. 241–251.
- William F. Brace: Permeability of crystalline rocks – new in situ measurements. In: Journal of Geophysical Research. 89(NB6), 1984, S. 4327–4330.

mit David Kohlstedt:
- William F. Brace und David L. Kohlstedt: Limits on lithospheric stress imposed by laboratory experiments. In: Journal of Geophysical Research. Band 85, 1980, S. 6248–6252.